# つながる@きたカフェ
『つながる@きたカフェ』（つながる アット きたカフェ）は、2010年4月2日より2018年3月20日まで、NHK札幌放送局を拠点に、北海道内のNHK総合テレビジョンで、平日 11:30 - 12:00（11:50までは全道共通、11:50以降（月 - 木）は途中11:54  - 11:57に東京発の全国気象情報を挟み、道内基幹地域別放送も実施。祝日、国会、高校野球、特別編成時は休止の日あり）に生放送されている地域情報番組である。

## 概要

### 前半
ほっからんど北海道の後継として放送開始。番組前半20分は、北海道内の生活に関する情報や視聴者参加型コーナーを提供する。2010年度はメインキャスターの市川泰アナが喫茶店のマスターに扮して、NHK札幌放送局ロビーにあるカフェからの公開生放送であった。2011年度よりスタジオでの放送に戻った。
また、前半部には、ニュースコーナーが設けられている。

#### 主なコーナー
- 各局ワイド　道内各放送局製作のトピックスや特集
- この町きらり
- 各駅停車美味しい旅
- ほっかいどう街角さんぽ
- うまいっしょ道の駅
- 川柳サロン（原則金曜）
- うまいべさマップ
- 健康Q&A（からだQ＆A）
- 法律Q&A
- はつらつ健康ライフ
- ケータイ写真館
- お天気アラカルト

### 後半
番組の後半10分は、全道の各地域別の内容で、各放送局や自治体からのお知らせ、イベント情報を放送する。（企画ネット番組　札幌と室蘭は同内容　11:54 - 57は全道共通で東京からの「全国気象情報」を放送）

#### 各局ごとの番組名
- NHK札幌放送局・NHK室蘭放送局「つながる@きたカフェ」（室蘭は独自編成を組んでいない）
- NHK北見放送局「つながる@オホーツク」
- NHK帯広放送局「つながる@とかちカフェ」
- NHK釧路放送局「つながる@たんちょう」
- NHK旭川放送局「つながる@きたカフェあさひかわ」
- NHK函館放送局「つながる@道南」[3]

## キャスター
基本的に各放送局ごとに1 - 2名程度のローテーション（日替わり・週替わり）で出演する。
後半の地域別ローカルパート（室蘭は除く）の進行も担当。
ニュースコーナー担当キャスターは、正午ニュースのローカルニュースも兼務する。

### 札幌
- 村上陽子
- 掛橋愛理
- 行木絢子
- 佐藤千佳

原則として女性契約キャスター上記4人が、ローテーションで担当するが、他の契約キャスターもまれに上記キャスターが出演出来ないときに代役で登場することがある。

#### 過去
- 市川泰（喫茶店のマスターという設定であった）
- 藤井聖子[2]
- 古澤佳代
- 千葉雅美

### 北見
- 高橋弥生・森穂乃花・山内ゆりか

### 帯広
- 高田美樹・高橋まどか・高田洋子・谷本侑喜代・矢田優季

### 釧路
- 石橋未希・能登瑶子・佐々木愛英・矢島明日香

### 旭川
- 高藤有沙・西岡愛・日高由梨・吉田寛香

### 室蘭
- 森寛子・山崎友里江・松本麻郁

### 函館
- 菊地順子・木下愛子・太細真弥・中條奈菜花